# ليو ري
ليو ري (بالإسبانية: Leo Rey)‏ هو مغني وكاتب أغاني تشيلي، ولد في 30 نوفمبر 1979 في فينيا ديل مار في تشيلي.

## وصلات خارجية
- الموقع الرسمي